# Sierhoningzuiger
De sierhoningzuiger (Cinnyris erythrocercus; synoniem: Nectarinia erythrocerca) is een zangvogel uit de familie Nectariniidae (honingzuigers).

## Verspreiding en leefgebied
Deze soort komt voor van zuidelijk Soedan tot oostelijk Congo-Kinshasa, Oeganda, westelijk Kenia en noordwestelijk Tanzania.